# Valorant Champions de 2023
El Valorant Champions de 2023 fue un torneo de deportes electronicos para el videojuego Valorant. Esta es la tercera edición del Valorant Champions, el evento de coronación del Valorant Champions Tour (VCT) para la temporada competitiva de 2023. El torneo fue realizado de 6 a 26 de agosto de 2023, en Los Ángeles, California, en los Estados Unidos. Dieciséis equipos se calificaron para el torneo con base en sus resultados en las ligas de la temporada regular, en el Masters de Tokio y en las resúmenes regionals de última chance.
"Ticking Away" fue la música tema del torneo, compuesta por Grabbitz con bbno$.
El equipo brasileño LOUD fue el campeón defensor, pero se perdió contra Evil Geniuses en el final del bracket inferior.
Evil Geniuses ganó el campeonato mundial de Valorant después de derrotar a Paper Rex en la gran final por una puntuación de 3-1. Fueron el primer equipo estadounidense y norteamericano que ganó el Valorant Champions.

## Equipos Calificados
Dieciséis equipos se calificaron para el evento de coronación global del circuito, con equipos que se clasifican a través de sus respectivas ligas o mediante play-offs de última chance. Los 3 mejores equipos de cada liga durante las eliminatórias o durante el Masters de Tokio para la región EMEA se classificaran inmediatamente para el Champions, mientras que los otros 7 equipos tuvieron que pelear en resúmenes de última chance en sus respectivas regiones, incluyendo China.
| Región   | Equipe          | Modo de classificación                                |
| -------- | --------------- | ----------------------------------------------------- |
| EMEA     | Fnatic          | Mejor desempeño de la EMEA en el Masters de Tokio     |
| EMEA     | Team Liquid     | 2do mejor desempeño de la EMEA en el Masters de Tokio |
| EMEA     | FUT Esports     | 3er mejor desempeño de la EMEA en el Masters de Tokio |
| EMEA     | Giants Gaming   | Campeón de los play-offs de EMEA                      |
| EMEA     | Natus Vincere   | Vicecampeón de los play-offs de EMEA                  |
| Américas | LOUD            | Campeón de la Liga de las Américas de 2023            |
| Américas | NRG             | Vicecampeón de la Liga de las Américas de 2023        |
| Américas | Evil Geniuses   | 3er lugar en la Liga de las Américas 2023             |
| Américas | KRÜ Esports     | Campeón del Play-offs de las Américas                 |
| Pacífico | Paper Rex       | Campeón de la Liga del Pacífico de 2023               |
| Pacífico | DRX             | Vicecampeón de la Liga del Pacífico de 2023           |
| Pacífico | T1              | 3er lugar de la Liga del Pacífico de 2023             |
| Pacífico | ZETA DIVISION   | Campeón de Play-offs del Pacífico                     |
| China    | Edward Gaming   | Campeón del clasificatorio de China                   |
| China    | Bilibili Gaming | Vicecampeón del clasificatorio de China               |
| China    | FunPlus Phoenix | 3er lugar del clasificatorio de China                 |

### Actualizaciones notables a las apariencias de Champions
- Team Liquid, FNATIC, y KRÜ Esports aparecieron en Champions por tercer año consecutivo.
- LOUD, Paper Rex, Edward Gaming, FunPlus Phoenix, DRX y ZETA DIVISION aparecieron en Champions por segundo año consecutivo.
- Evil Geniuses, FUT Esports, Giants Gaming, T1, Natus Vincere, NRG, y Bilibili Gaming aparecieron en Champions por primera vez.

## Localización
Los Ángeles, California fue la ciudad elegida para albergar la competición. El torneo fue realizado en el Shrine Auditorium and Expo Hall durante la major parte del torneo. y en el Kia Forum para los 4 mejores equipos en los últimos tres días.
| Los Ángeles, California         |
| ------------------------------- |
| Shrine Auditorium and Expo Hall |
| Kia Forum                       |
| Los Ángeles                     |

## Fase de grupos
La fase de grupos tendrá lugar del 6 al 13 de agosto de 2023. Todos los 16 equipos se han dividido en 4 grupos de cuatro equipos, cada uno jugando en un formato de doble eliminación al estilo GSL. Los juegos se jugaron en una serie al mejor de tres. Solo los 2 mejores equipos de cada grupo clasificarán para las rondas eliminatorias.

### Reglas de la rifa
Dieciséis equipos fueron sorteados en 4 grupos de cuatro equipos. Equipos de la misma región no pueden ser colocadas en el mismo grupo. Si un equipo es sorteado para el mismo grupo que otra equipo de su región, lo será colocada en el próximo grupo válido, a excepción del subcampeonato en el play-off de EMEA, que fue obtenido por Natus Vincere. Los enfrentamientos se basaron en los grupos de sorteo, con los equipos del Grupo 1 enfrentando a los equipos del Grupo 4 y los equipos del Grupo 2 enfrentando a los equipos del Grupo 3. Estos grupos fueron determinados por el desempeño de los equipos en Masters de Tokio y Last Chance Qualifiers.

### Esquema
Grupo A
|  | Preliminares     | Preliminares     | Preliminares     |               |   | Eliminatorias     | Eliminatorias     | Eliminatorias     |  |    | Ganadores                     | Ganadores                     | Ganadores                     |  |
|  | 9 y 11 de agosto | 9 y 11 de agosto | 9 y 11 de agosto |               |   | 10 y 13 de agosto | 10 y 13 de agosto | 10 y 13 de agosto |  |    | Calificados para los playoffs | Calificados para los playoffs | Calificados para los playoffs |  |
|  |                  |                  |                  |               |   |                   |                   |                   |  |    |                               |                               |                               |  |
|  |                  |                  |                  |               |   |                   |                   |                   |  |    |                               |                               |                               |  |
|  | 1                | Paper Rex        | 2                |               |   |                   |                   |                   |  |    |                               |                               |                               |  |
|  | 1                | Paper Rex        | 2                |               |   |                   |                   |                   |  |    |                               |                               |                               |  |
|  | 4                | KRÜ Esports      | 0                |               |   |                   |                   |                   |  |    |                               |                               |                               |  |
|  | 4                | KRÜ Esports      | 0                |               | 1 | Paper Rex         | 2                 |                   |  |    |                               |                               |                               |  |
|  |                  |                  |                  |               | 1 | Paper Rex         | 2                 |                   |  |    |                               |                               |                               |  |
|  |                  |                  | 2                | Edward Gaming | 0 |                   |                   |                   |  |    |                               |                               |                               |  |
|  | 2                | Edward Gaming    | 2                | Edward Gaming | 0 | 2                 |                   |                   |  |    |                               |                               |                               |  |
|  | 2                | Edward Gaming    |                  |               |   |                   |                   |                   |  |    |                               |                               |                               |  |
|  | 3                | Giants Gaming    | 1                |               |   |                   |                   |                   |  |    |                               |                               |                               |  |
|  | 3                | Giants Gaming    | 1                |               |   |                   |                   |                   |  | A1 | Paper Rex                     |                               |                               |  |
|  |                  |                  |                  |               |   |                   |                   |                   |  | A1 | Paper Rex                     |                               |                               |  |
|  |                  |                  | A2               | Edward Gaming |   |                   |                   |                   |  |    |                               |                               |                               |  |
|  | 4                | KRÜ Esports      | A2               | Edward Gaming | 0 |                   |                   |                   |  |    |                               |                               |                               |  |
|  | 4                | KRÜ Esports      |                  |               |   |                   |                   |                   |  |    |                               |                               |                               |  |
|  | 3                | Giants Gaming    | 2                |               |   |                   |                   |                   |  |    |                               |                               |                               |  |
|  | 3                | Giants Gaming    | 2                |               | 2 | Edward Gaming     | 2                 |                   |  |    |                               |                               |                               |  |
|  |                  |                  |                  |               | 2 | Edward Gaming     | 2                 |                   |  |    |                               |                               |                               |  |
|  |                  |                  | 3                | Giants Gaming | 0 |                   |                   |                   |  |    |                               |                               |                               |  |
|  |                  |                  | 3                | Giants Gaming | 0 |                   |                   |                   |  |    |                               |                               |                               |  |
|  |                  |                  |                  |               |   |                   |                   |                   |  |    |                               |                               |                               |  |
|  |                  |                  |                  |               |   |                   |                   |                   |  |    |                               |                               |                               |  |
|  |                  |                  |                  |               |   |                   |                   |                   |  |    |                               |                               |                               |  |
|  |                  |                  |                  |               |   |                   |                   |                   |  |    |                               |                               |                               |  |

Group B
|  | Preliminares     | Preliminares     | Preliminares     |             |   | Eliminatorias    | Eliminatorias    | Eliminatorias    |  |    | Ganadores                     | Ganadores                     | Ganadores                     |  |
|  | 7 y 10 de agosto | 7 y 10 de agosto | 7 y 10 de agosto |             |   | 8 y 12 de agosto | 8 y 12 de agosto | 8 y 12 de agosto |  |    | Calificados para los playoffs | Calificados para los playoffs | Calificados para los playoffs |  |
|  |                  |                  |                  |             |   |                  |                  |                  |  |    |                               |                               |                               |  |
|  |                  |                  |                  |             |   |                  |                  |                  |  |    |                               |                               |                               |  |
|  | 1                | Evil Geniuses    | 2                |             |   |                  |                  |                  |  |    |                               |                               |                               |  |
|  | 1                | Evil Geniuses    | 2                |             |   |                  |                  |                  |  |    |                               |                               |                               |  |
|  | 4                | FunPlus Phoenix  | 0                |             |   |                  |                  |                  |  |    |                               |                               |                               |  |
|  | 4                | FunPlus Phoenix  | 0                |             | 1 | Evil Geniuses    | 2                |                  |  |    |                               |                               |                               |  |
|  |                  |                  |                  |             | 1 | Evil Geniuses    | 2                |                  |  |    |                               |                               |                               |  |
|  |                  |                  | 2                | FUT Esports | 0 |                  |                  |                  |  |    |                               |                               |                               |  |
|  | 2                | FUT Esports      | 2                | FUT Esports | 0 | 2                |                  |                  |  |    |                               |                               |                               |  |
|  | 2                | FUT Esports      |                  |             |   |                  |                  |                  |  |    |                               |                               |                               |  |
|  | 3                | T1               | 0                |             |   |                  |                  |                  |  |    |                               |                               |                               |  |
|  | 3                | T1               | 0                |             |   |                  |                  |                  |  | B1 | Evil Geniuses                 |                               |                               |  |
|  |                  |                  |                  |             |   |                  |                  |                  |  | B1 | Evil Geniuses                 |                               |                               |  |
|  |                  |                  | B2               | FUT Esports |   |                  |                  |                  |  |    |                               |                               |                               |  |
|  | 4                | FunPlus Phoenix  | B2               | FUT Esports | 0 |                  |                  |                  |  |    |                               |                               |                               |  |
|  | 4                | FunPlus Phoenix  |                  |             |   |                  |                  |                  |  |    |                               |                               |                               |  |
|  | 3                | T1               | 2                |             |   |                  |                  |                  |  |    |                               |                               |                               |  |
|  | 3                | T1               | 2                |             | 2 | FUT Esports      | 2                |                  |  |    |                               |                               |                               |  |
|  |                  |                  |                  |             | 2 | FUT Esports      | 2                |                  |  |    |                               |                               |                               |  |
|  |                  |                  | 3                | T1          | 0 |                  |                  |                  |  |    |                               |                               |                               |  |
|  |                  |                  | 3                | T1          | 0 |                  |                  |                  |  |    |                               |                               |                               |  |
|  |                  |                  |                  |             |   |                  |                  |                  |  |    |                               |                               |                               |  |
|  |                  |                  |                  |             |   |                  |                  |                  |  |    |                               |                               |                               |  |
|  |                  |                  |                  |             |   |                  |                  |                  |  |    |                               |                               |                               |  |
|  |                  |                  |                  |             |   |                  |                  |                  |  |    |                               |                               |                               |  |

Group C
|  | Preliminares     | Preliminares     | Preliminares     |                 |   | Eliminatorias    | Eliminatorias    | Eliminatorias    |  |    | Ganadores                     | Ganadores                     | Ganadores                     |  |
|  | 8 y 11 de agosto | 8 y 11 de agosto | 8 y 11 de agosto |                 |   | 9 y 13 de agosto | 9 y 13 de agosto | 9 y 13 de agosto |  |    | Calificados para los playoffs | Calificados para los playoffs | Calificados para los playoffs |  |
|  |                  |                  |                  |                 |   |                  |                  |                  |  |    |                               |                               |                               |  |
|  |                  |                  |                  |                 |   |                  |                  |                  |  |    |                               |                               |                               |  |
|  | 1                | FNATIC           | 2                |                 |   |                  |                  |                  |  |    |                               |                               |                               |  |
|  | 1                | FNATIC           | 2                |                 |   |                  |                  |                  |  |    |                               |                               |                               |  |
|  | 4                | ZETA DIVISION    | 0                |                 |   |                  |                  |                  |  |    |                               |                               |                               |  |
|  | 4                | ZETA DIVISION    | 0                |                 | 1 | FNATIC           | 2                |                  |  |    |                               |                               |                               |  |
|  |                  |                  |                  |                 | 1 | FNATIC           | 2                |                  |  |    |                               |                               |                               |  |
|  |                  |                  | 3                | Bilibili Gaming | 0 |                  |                  |                  |  |    |                               |                               |                               |  |
|  | 2                | NRG Esports      | 3                | Bilibili Gaming | 0 | 0                |                  |                  |  |    |                               |                               |                               |  |
|  | 2                | NRG Esports      |                  |                 |   |                  |                  |                  |  |    |                               |                               |                               |  |
|  | 3                | Bilibili Gaming  | 2                |                 |   |                  |                  |                  |  |    |                               |                               |                               |  |
|  | 3                | Bilibili Gaming  | 2                |                 |   |                  |                  |                  |  | C1 | FNATIC                        |                               |                               |  |
|  |                  |                  |                  |                 |   |                  |                  |                  |  | C1 | FNATIC                        |                               |                               |  |
|  |                  |                  | C2               | Bilibili Gaming |   |                  |                  |                  |  |    |                               |                               |                               |  |
|  | 4                | ZETA DIVISION    | C2               | Bilibili Gaming | 0 |                  |                  |                  |  |    |                               |                               |                               |  |
|  | 4                | ZETA DIVISION    |                  |                 |   |                  |                  |                  |  |    |                               |                               |                               |  |
|  | 2                | NRG Esports      | 2                |                 |   |                  |                  |                  |  |    |                               |                               |                               |  |
|  | 2                | NRG Esports      | 2                |                 | 3 | Bilibili Gaming  | 2                |                  |  |    |                               |                               |                               |  |
|  |                  |                  |                  |                 | 3 | Bilibili Gaming  | 2                |                  |  |    |                               |                               |                               |  |
|  |                  |                  | 2                | NRG Esports     | 0 |                  |                  |                  |  |    |                               |                               |                               |  |
|  |                  |                  | 2                | NRG Esports     | 0 |                  |                  |                  |  |    |                               |                               |                               |  |
|  |                  |                  |                  |                 |   |                  |                  |                  |  |    |                               |                               |                               |  |
|  |                  |                  |                  |                 |   |                  |                  |                  |  |    |                               |                               |                               |  |
|  |                  |                  |                  |                 |   |                  |                  |                  |  |    |                               |                               |                               |  |
|  |                  |                  |                  |                 |   |                  |                  |                  |  |    |                               |                               |                               |  |

Group D
|  | Preliminares     | Preliminares     | Preliminares     |      |   | Eliminatorias    | Eliminatorias    | Eliminatorias    |  |    | Ganadores                     | Ganadores                     | Ganadores                     |  |
|  | 6 y 10 de agosto | 6 y 10 de agosto | 6 y 10 de agosto |      |   | 7 y 12 de agosto | 7 y 12 de agosto | 7 y 12 de agosto |  |    | Calificados para los playoffs | Calificados para los playoffs | Calificados para los playoffs |  |
|  |                  |                  |                  |      |   |                  |                  |                  |  |    |                               |                               |                               |  |
|  |                  |                  |                  |      |   |                  |                  |                  |  |    |                               |                               |                               |  |
|  | 1                | Team Liquid      | 0                |      |   |                  |                  |                  |  |    |                               |                               |                               |  |
|  | 1                | Team Liquid      | 0                |      |   |                  |                  |                  |  |    |                               |                               |                               |  |
|  | 4                | Natus Vincere    | 2                |      |   |                  |                  |                  |  |    |                               |                               |                               |  |
|  | 4                | Natus Vincere    | 2                |      | 4 | Natus Vincere    | 1                |                  |  |    |                               |                               |                               |  |
|  |                  |                  |                  |      | 4 | Natus Vincere    | 1                |                  |  |    |                               |                               |                               |  |
|  |                  |                  | 2                | DRX  | 2 |                  |                  |                  |  |    |                               |                               |                               |  |
|  | 2                | DRX              | 2                | DRX  | 2 | 2                |                  |                  |  |    |                               |                               |                               |  |
|  | 2                | DRX              |                  |      |   |                  |                  |                  |  |    |                               |                               |                               |  |
|  | 3                | LOUD             | 1                |      |   |                  |                  |                  |  |    |                               |                               |                               |  |
|  | 3                | LOUD             | 1                |      |   |                  |                  |                  |  | D1 | DRX                           |                               |                               |  |
|  |                  |                  |                  |      |   |                  |                  |                  |  | D1 | DRX                           |                               |                               |  |
|  |                  |                  | D2               | LOUD |   |                  |                  |                  |  |    |                               |                               |                               |  |
|  | 1                | Team Liquid      | D2               | LOUD | 0 |                  |                  |                  |  |    |                               |                               |                               |  |
|  | 1                | Team Liquid      |                  |      |   |                  |                  |                  |  |    |                               |                               |                               |  |
|  | 3                | LOUD             | 2                |      |   |                  |                  |                  |  |    |                               |                               |                               |  |
|  | 3                | LOUD             | 2                |      | 4 | Natus Vincere    | 1                |                  |  |    |                               |                               |                               |  |
|  |                  |                  |                  |      | 4 | Natus Vincere    | 1                |                  |  |    |                               |                               |                               |  |
|  |                  |                  | 3                | LOUD | 2 |                  |                  |                  |  |    |                               |                               |                               |  |
|  |                  |                  | 3                | LOUD | 2 |                  |                  |                  |  |    |                               |                               |                               |  |
|  |                  |                  |                  |      |   |                  |                  |                  |  |    |                               |                               |                               |  |
|  |                  |                  |                  |      |   |                  |                  |                  |  |    |                               |                               |                               |  |
|  |                  |                  |                  |      |   |                  |                  |                  |  |    |                               |                               |                               |  |
|  |                  |                  |                  |      |   |                  |                  |                  |  |    |                               |                               |                               |  |

## Eliminatorias
Las eliminatorias son un torneo de doble eliminación que comenzarán en el 16 de agosto de 2022 y terminarán en el 26 de agosto con la Gran Final. Todos los partidos son al mejor de tres, excepto la final del grupo inferior y la gran final, que son al mejor de cinco.

### Equipos calificados
Ocho equipos se calificaron para las eliminatorias del torneo desde la fase de grupos.
| Grupo   | Grupo   | Equipo          | Región               |
| ------- | ------- | --------------- | -------------------- |
| Group A | Group A | Paper Rex       | Liga del Pacífico    |
| Group A | Group A | Edward Gaming   | China                |
| Group B | Group B | Evil Geniuses   | Liga de las Américas |
| Group B | Group B | FUT Esports     | Liga de EMEA         |
| Group C | Group C | FNATIC          | Liga de EMEA         |
| Group C | Group C | Bilibili Gaming | China                |
| Group D | Group D | DRX             | Liga del Pacífico    |
| Group D | Group D | LOUD            | Liga de las Américas |

### Bracket de las eliminatorias
Los equipos en negrita avanzaron a la siguiente ronda. Los números a la izquierda de los equipos indican sus "seedings" en el bracket, y los números a la derecha indican cuántos mapas ganó cada equipo en cada partido.

#### Bracket superior
|  | Cuartos de final  | Cuartos de final  | Cuartos de final  |               |    | Semifinales  | Semifinales  | Semifinales  |  |    | Final              | Final              | Final              |  |
|  | 16 y 17 de agosto | 16 y 17 de agosto | 16 y 17 de agosto |               |    | 19 de agosto | 19 de agosto | 19 de agosto |  |    | 24 de agosto 12:00 | 24 de agosto 12:00 | 24 de agosto 12:00 |  |
|  |                   |                   |                   |               |    |              |              |              |  |    |                    |                    |                    |  |
|  |                   |                   |                   |               |    |              |              |              |  |    |                    |                    |                    |  |
|  | C1                | FNATIC            | 0                 |               |    |              |              |              |  |    |                    |                    |                    |  |
|  | C1                | FNATIC            | 0                 |               |    |              |              |              |  |    |                    |                    |                    |  |
|  | D2                | LOUD              | 2                 |               |    |              |              |              |  |    |                    |                    |                    |  |
|  | D2                | LOUD              | 2                 |               | D2 | LOUD         | 1            |              |  |    |                    |                    |                    |  |
|  |                   |                   |                   |               | D2 | LOUD         | 1            |              |  |    |                    |                    |                    |  |
|  |                   |                   | A1                | Paper Rex     | 2  |              |              |              |  |    |                    |                    |                    |  |
|  | A1                | Paper Rex         | A1                | Paper Rex     | 2  | 2            |              |              |  |    |                    |                    |                    |  |
|  | A1                | Paper Rex         |                   |               |    |              |              |              |  |    |                    |                    |                    |  |
|  | B2                | FUT Esports       | 0                 |               |    |              |              |              |  |    |                    |                    |                    |  |
|  | B2                | FUT Esports       | 0                 |               |    |              |              |              |  | A1 | Paper Rex          | 2                  |                    |  |
|  |                   |                   |                   |               |    |              |              |              |  | A1 | Paper Rex          | 2                  |                    |  |
|  |                   |                   | B1                | Evil Geniuses | 1  |              |              |              |  |    |                    |                    |                    |  |
|  | D1                | DRX               | B1                | Evil Geniuses | 1  | 2            |              |              |  |    |                    |                    |                    |  |
|  | D1                | DRX               |                   |               |    |              |              |              |  |    |                    |                    |                    |  |
|  | C2                | Bilibili Gaming   | 0                 |               |    |              |              |              |  |    |                    |                    |                    |  |
|  | C2                | Bilibili Gaming   | 0                 |               | D1 | DRX          | 0            |              |  |    |                    |                    |                    |  |
|  |                   |                   |                   |               | D1 | DRX          | 0            |              |  |    |                    |                    |                    |  |
|  |                   |                   | B1                | Evil Geniuses | 2  |              |              |              |  |    |                    |                    |                    |  |
|  | B1                | Evil Geniuses     | B1                | Evil Geniuses | 2  | 2            |              |              |  |    |                    |                    |                    |  |
|  | B1                | Evil Geniuses     |                   |               |    |              |              |              |  |    |                    |                    |                    |  |
|  | A2                | Edward Gaming     | 1                 |               |    |              |              |              |  |    |                    |                    |                    |  |
|  | A2                | Edward Gaming     | 1                 |               |    |              |              |              |  |    |                    |                    |                    |  |
|  |                   |                   |                   |               |    |              |              |              |  |    |                    |                    |                    |  |

#### Bracket inferior
|  | 1.ª ronda   | 1.ª ronda       | 1.ª ronda   |               |    | Cuartos de final | Cuartos de final | Cuartos de final |  |    | Semifinales        | Semifinales        | Semifinales        |   |  | Final              | Final              | Final              |  |
|  | 18 de agost | 18 de agost     | 18 de agost |               |    | 20 de agosto     | 20 de agosto     | 20 de agosto     |  |    | 24 de agosto 15:00 | 24 de agosto 15:00 | 24 de agosto 15:00 |   |  | 25 de agosto 12:00 | 25 de agosto 12:00 | 25 de agosto 12:00 |  |
|  |             |                 |             |               |    |                  |                  |                  |  |    |                    |                    |                    |   |  |                    |                    |                    |  |
|  |             |                 |             |               |    |                  |                  |                  |  |    |                    |                    |                    |   |  |                    |                    |                    |  |
|  |             |                 |             |               |    |                  |                  |                  |  |    |                    |                    |                    |   |  |                    |                    |                    |  |
|  |             |                 |             |               |    |                  |                  |                  |  |    |                    |                    |                    |   |  |                    |                    |                    |  |
|  |             |                 |             |               |    |                  |                  |                  |  |    |                    |                    |                    |   |  |                    |                    |                    |  |
|  |             | D1              | DRX         | 1             |    |                  |                  |                  |  |    |                    |                    |                    |   |  |                    |                    |                    |  |
|  |             |                 |             | 1             |    |                  |                  |                  |  |    |                    |                    |                    |   |  |                    |                    |                    |  |
|  |             |                 | C1          | FNATIC        | 2  |                  |                  |                  |  |    |                    |                    |                    |   |  |                    |                    |                    |  |
|  | C1          | FNATIC          | C1          | FNATIC        | 2  | 2                |                  |                  |  |    |                    |                    |                    |   |  |                    |                    |                    |  |
|  | C1          | FNATIC          |             |               |    |                  |                  |                  |  |    |                    |                    |                    |   |  |                    |                    |                    |  |
|  | B2          | FUT Esports     | 0           |               |    |                  |                  |                  |  |    |                    |                    |                    |   |  |                    |                    |                    |  |
|  | B2          | FUT Esports     | 0           |               |    |                  |                  |                  |  | C1 | FNATIC             | 1                  |                    |   |  |                    |                    |                    |  |
|  |             |                 |             |               |    |                  |                  |                  |  | C1 | FNATIC             | 1                  |                    |   |  |                    |                    |                    |  |
|  |             |                 | D2          | LOUD          | 2  |                  |                  |                  |  |    |                    |                    |                    |   |  |                    |                    |                    |  |
|  | C2          | Bilibili Gaming | D2          | LOUD          | 2  | 1                |                  |                  |  |    |                    |                    |                    |   |  |                    |                    |                    |  |
|  | C2          | Bilibili Gaming |             |               |    |                  |                  |                  |  |    |                    |                    |                    |   |  |                    |                    |                    |  |
|  | A2          | Edward Gaming   | 2           |               |    |                  |                  |                  |  |    |                    |                    |                    |   |  |                    |                    |                    |  |
|  | A2          | Edward Gaming   | 2           |               | D2 | LOUD             | 2                |                  |  |    |                    |                    |                    |   |  |                    |                    |                    |  |
|  |             |                 |             |               | D2 | LOUD             | 2                |                  |  |    |                    |                    |                    |   |  |                    |                    |                    |  |
|  |             |                 | A2          | Edward Gaming | 1  |                  |                  |                  |  |    |                    |                    |                    |   |  |                    |                    |                    |  |
|  |             |                 | A2          | Edward Gaming | 1  |                  |                  |                  |  |    |                    |                    |                    |   |  |                    |                    |                    |  |
|  |             |                 |             |               |    |                  |                  |                  |  |    |                    |                    |                    |   |  |                    |                    |                    |  |
|  |             |                 |             |               |    |                  |                  |                  |  |    |                    |                    |                    |   |  |                    |                    |                    |  |
|  |             |                 |             |               |    |                  |                  |                  |  |    |                    | B1                 | Evil Geniuses      | 3 |  |                    |                    |                    |  |
|  |             |                 |             |               |    |                  |                  |                  |  |    |                    |                    |                    | 3 |  |                    |                    |                    |  |
|  |             |                 | D2          | LOUD          | 2  |                  |                  |                  |  |    |                    |                    |                    |   |  |                    |                    |                    |  |
|  |             |                 | D2          | LOUD          | 2  |                  |                  |                  |  |    |                    |                    |                    |   |  |                    |                    |                    |  |
|  |             |                 |             |               |    |                  |                  |                  |  |    |                    |                    |                    |   |  |                    |                    |                    |  |
|  |             |                 |             |               |    |                  |                  |                  |  |    |                    |                    |                    |   |  |                    |                    |                    |  |
|  |             |                 |             |               |    |                  |                  |                  |  |    |                    |                    |                    |   |  |                    |                    |                    |  |
|  |             |                 |             |               |    |                  |                  |                  |  |    |                    |                    |                    |   |  |                    |                    |                    |  |
|  |             |                 |             |               |    |                  |                  |                  |  |    |                    |                    |                    |   |  |                    |                    |                    |  |
|  |             |                 |             |               |    |                  |                  |                  |  |    |                    |                    |                    |   |  |                    |                    |                    |  |
|  |             |                 |             |               |    |                  |                  |                  |  |    |                    |                    |                    |   |  |                    |                    |                    |  |
|  |             |                 |             |               |    |                  |                  |                  |  |    |                    |                    |                    |   |  |                    |                    |                    |  |
|  |             |                 |             |               |    |                  |                  |                  |  |    |                    |                    |                    |   |  |                    |                    |                    |  |
|  |             |                 |             |               |    |                  |                  |                  |  |    |                    |                    |                    |   |  |                    |                    |                    |  |
|  |             |                 |             |               |    |                  |                  |                  |  |    |                    |                    |                    |   |  |                    |                    |                    |  |
|  |             |                 |             |               |    |                  |                  |                  |  |    |                    |                    |                    |   |  |                    |                    |                    |  |
|  |             |                 |             |               |    |                  |                  |                  |  |    |                    |                    |                    |   |  |                    |                    |                    |  |
|  |             |                 |             |               |    |                  |                  |                  |  |    |                    |                    |                    |   |  |                    |                    |                    |  |
|  |             |                 |             |               |    |                  |                  |                  |  |    |                    |                    |                    |   |  |                    |                    |                    |  |
|  |             |                 |             |               |    |                  |                  |                  |  |    |                    |                    |                    |   |  |                    |                    |                    |  |
|  |             |                 |             |               |    |                  |                  |                  |  |    |                    |                    |                    |   |  |                    |                    |                    |  |
|  |             |                 |             |               |    |                  |                  |                  |  |    |                    |                    |                    |   |  |                    |                    |                    |  |
|  |             |                 |             |               |    |                  |                  |                  |  |    |                    |                    |                    |   |  |                    |                    |                    |  |
|  |             |                 |             |               |    |                  |                  |                  |  |    |                    |                    |                    |   |  |                    |                    |                    |  |
|  |             |                 |             |               |    |                  |                  |                  |  |    |                    |                    |                    |   |  |                    |                    |                    |  |
|  |             |                 |             |               |    |                  |                  |                  |  |    |                    |                    |                    |   |  |                    |                    |                    |  |

#### Gran Final
|  | Final              |               |   |  |
|  | 26 de agosto 12:00 |               |   |  |
|  |                    |               |   |  |
|  | A1                 | Paper Rex     | 1 |  |
|  | A1                 | Paper Rex     | 1 |  |
|  | B1                 | Evil Geniuses | 3 |  |
|  | B1                 | Evil Geniuses | 3 |  |

## Premio
Riot Games aumentó el premio del torneo de este año a US$ 2,25 millones, un aumento de US$ 1 millón en relativo al año pasado. El equipo vencedor del Champions recibirá US$ 1 millón.
| Colocación | Equipo          | Premio (USD)  |
| ---------- | --------------- | ------------- |
| 1.º        | Evil Geniuses   | US$ 1.000.000 |
| 2.º        | Paper Rex       | US$ 400.000   |
| 3.º        | LOUD            | US$ 250.000   |
| 4.º        | FNATIC          | US$ 130.000   |
| 5.º–6.º    | DRX             | US$ 85.000    |
| 5.º–6.º    | Edward Gaming   | US$ 85.000    |
| 7.º–8.º    | Bilibili Gaming | US$ 50.000    |
| 7.º–8.º    | FUT Esports     | US$ 50.000    |
| 9.º–12.º   | Natus Vincere   | US$ 30.000    |
| 9.º–12.º   | T1              | US$ 30.000    |
| 9.º–12.º   | NRG Esports     | US$ 30.000    |
| 9.º–12.º   | Giants Gaming   | US$ 30.000    |
| 13.º–16.º  | KRÜ Esports     | US$ 20.000    |
| 13.º–16.º  | FunPlus Phoenix | US$ 20.000    |
| 13.º–16.º  | ZETA DIVISION   | US$ 20.000    |
| 13.º–16.º  | Team Liquid     | US$ 20.000    |